# 노던 송스
노던 송스(Northern Songs Ltd)는 1963년 음악 출판업자 딕 제임스, 브라이언 엡스타인, 존 레논, 폴 매카트니가 비틀즈의 곡을 출판하기 위해 세운 유한책임회사다.

## 역사
음악 출판권자 딕 제임스와 만난 뒤 그가 비틀즈의 전국 방송 텔레비전 출연을 성사시키자 브라이언 엡스타인은 약속을 지켰다. 실적이 형편없던 아드모어 앤 비치우드 대신 딕 제임스에게 레논과 매카트니가 작곡한 곡들의 출판권을 맡긴 것이다. 공식적인 파트너 관계를 맺기 전 엡스타인은 작곡가에게 주는 1실링의 선인세와 10퍼센트의 로열티로 〈Please Please Me〉와 B면 곡인 〈Ask Me Why〉의 출판권을 넘겨 딕 제임스에게 감사를 표시했다. 딕 제임스 뮤직에는 동업자로 찰스 실버라는 회계사가 있었으며 조지 마틴 역시 전도유망한 젊은 뮤지션으로 전속 작곡가 목록에 이름을 올렸다.
1963년 3월 14일, 딕 제임스는 새 회사의 창립을 알리고 레논과 매카트니가 작곡한 5곡의 저작권을 딕 제임스 뮤직에서 노던 송스로 이전하기 위해 영국 음악저작권협회에 편지를 썼다. 레논과 매카트니는 시간이 흘러 음악업계, 특히 음악 출판계가 어떻게 굴러가는지 더 잘 알게 될수록 자신들의 매니저가 딕 제임스와 맺은 계약 조건에 실망했다. 매카트니는 지금껏 가장 많이 커버된 자신의 히트곡으로 벌어들인 수입에 관해 이렇게 말했다. "브라이언이 계약을 바보같이 해서 오랫동안 우리는 노예 계약에 묶여 있어야 했습니다. 순전히 내 힘으로 쓴 〈Yesterday〉도 내 몫은 겨우 15퍼센트지요. 브라이언이 맺은 계약 때문에 아직까지도 15퍼센트예요." 존 레논이 거들었다. "딕 제임스가 브라이언의 등을 친 게 아닌가 해요."
1960년대 중반까지 고소득자에게 붙는 15퍼센트의 누진 소득세를 제외하고도 많게는 83퍼센트까지 부과된 가혹한 소득세를 피하기 위해 비틀즈는 노던 송스를 상장 기업으로 만들어 일반에 주식을 공모하라는 권유를 받았다. 1965년 2월 15일, 이 회사가 보유한 주당 2실링짜리 주식 500만 주 중 125만 주가 시장에 나왔고, 남은 375만 주는 제임스와 실버(각각 93만 7,500주씩), 레논과 매카트니(각각 75만 주씩), NEMS(3만 7,500주)가 나누어 가졌다. 조지 해리슨과 링고 스타 역시 각각 4만 주의 주식을 매입했다. 레논과 매카트니의 주식은 증권 거래소에서 270만 파운드의 가치를 평가받았고 둘은 각각 9만 4,270파운드를 현금으로 환매했다. 1965년 4월부터 자본 이득세가 면제됐기 때문에 세금은 부과되지 않았다.
1967년 엡스타인의 사망 이후 노던 송스 지분을 처분하기로 결심한 제임스는 비틀즈와 상의도 없이 자신의 옛 에이전트 루 그레이드의 회사 ATV 뮤직에 자신의 지분을 팔아버렸다. 매카트니는 노던 송스의 매각을 회상하며 다시금 씁쓸함을 표했다. "우리 저작권은 팔려 나갔고 그때부터 상품이 됐습니다. 루 그레이드가 사들인 것이지요. 존과 내가 그토록 많은 곡들의 수류권을 잃게 된 것에는 다 이런 사정이 있었습니다." 1980년대 벌어진 제2차 입찰 경쟁에서 ATV 뮤직은 노던 송스 및 레논과 매카트니가 작곡한 250여 곡과 함께 마이클 잭슨에게 4,750만 달러에 팔렸다. 오늘날 비틀즈의 가장 유명하고 가치있는 인기곡들의 저작권은 1995년 ATV 뮤직과 합병한 소니 뮤직 소유로 되어 있다.

## 참고 문헌
- 브라이언, 사우널 (2014). 《The Beatles in 100 Objects》 [비틀즈 100]. 아트북스. ISBN 978-89-6196-172-1. 2017년 4월 25일에 확인함.